# Leendert Saarloos
Leendert Saarloos (Dordrecht, 16 november 1884 – 1969) was een Nederlandse hondenfokker en -trainer.
Hij raakte bekend door het door hem gefokte hondenras, de saarlooswolfhond. Vanaf 1932 begon hij Duitse herders met wolven te kruisen. Hij hoopte een ras te kweken dat geschikt was als politiehond, maar door de terughoudendheid van wolven ten aanzien van mensen viel het resultaat tegen.
In de jaren '50 trainde hij honden uit zijn kennel als reddingshond en als geleidehond.